# Edmundo Ros

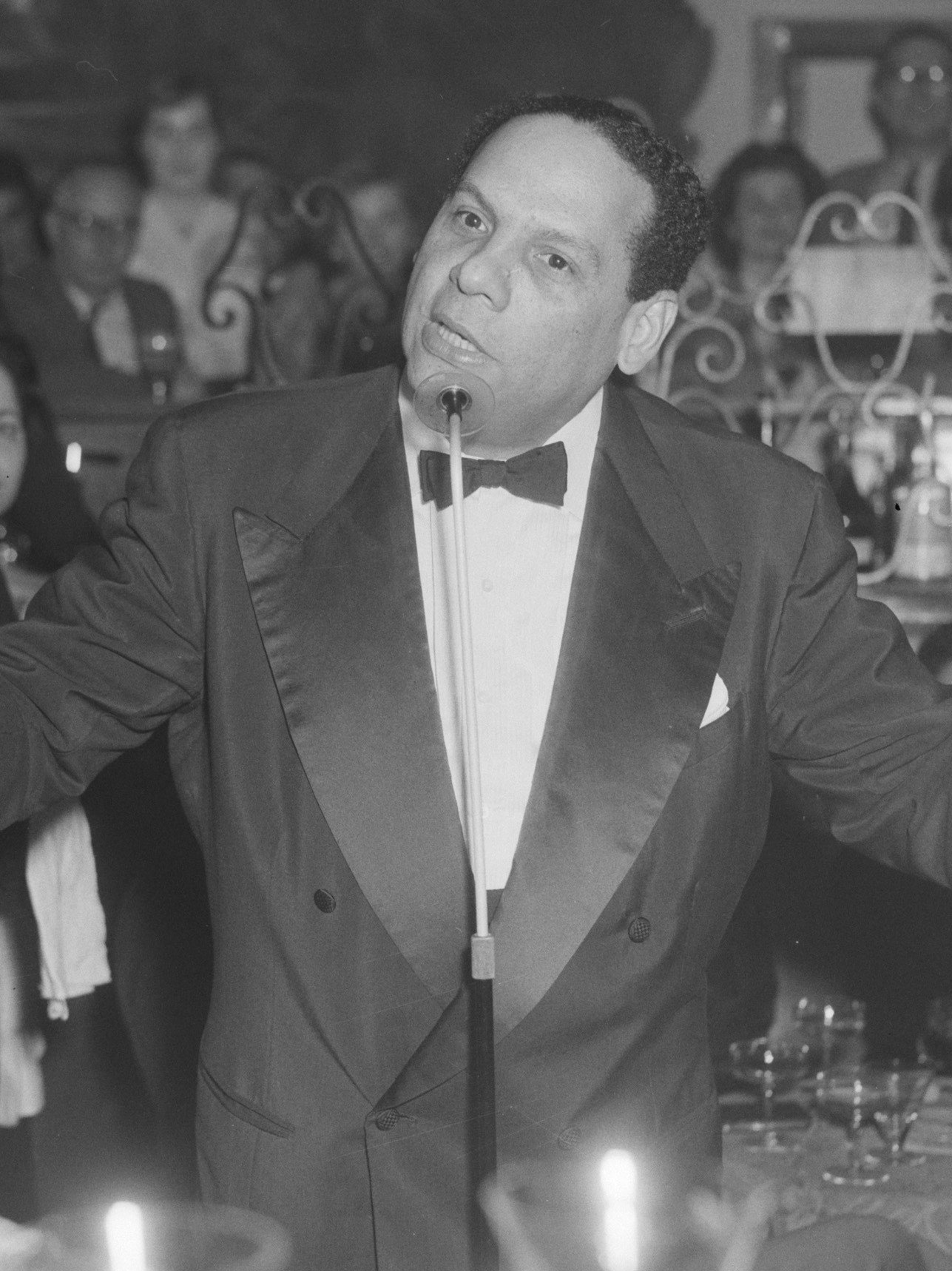
Edmundo Ros (1957)

Edmundo William Ros (* 7. Dezember 1910 in Port of Spain; † 22. Oktober 2011 in Alicante) war ein trinidadischer Orchesterleiter, Schlagzeuger, Sänger und Musikproduzent, der vor allem in Europa und Nordamerika bekannt war. Eine Zeit lang wurde er als „König der lateinamerikanischen Musik“ bezeichnet, da er selbige außerhalb seiner Heimat populär machte.

## Leben
Seine Mutter war eine Venezolanerin afrikanischer Abstammung, sein Vater Ross stammte aus Schottland. 1927 bis 1937 lebten seine Familie und er in Caracas. Bereits während des Militärdienstes spielte er vier Jahre in einer Band und erhielt später ein Staatsstipendium für ein Musikstudium. Im Juni 1937 zog es ihn nach London, um Klassische Musik an der Royal Academy of Music zu studieren. Das Studium gab er rasch wieder auf, um sich der Unterhaltungsmusik zu widmen. Zunächst spielte er als Schlagzeuger im Nest Night Club. Im August 1938 nahm er Stücke mit Fats Waller auf. Kurzzeitig lebte er in Paris und spielte in der Gruppe Ciro Rimac’s Rumbaland Muchachos. Er spielte auch mit dem afro-kubanischen Pianisten und Sänger Don Marino in Don Marino Barreto’s Cuban Orchester im Londoner Embassy Club und nahm 1939 mit Decca sechs Alben auf. Barreto’s war so erfolgreich, dass Ros angeboten wurde, seine eigene Gruppe zu formieren. Dies tat er umgehend und debütierte mit seiner sechsköpfigen Rumba-Band im Cosmo Club in Wardour Street in London. Im Juni 1941 wurde er mit dem kubanischen Stück Los Hijos de Buda erfolgreich. Er wohnte nun im noblen Coconut Grove in der Regent Street. Er speiste im Restaurant Bagatelle, wo er Kontakte mit der High Society knüpfte.
1944 bis 1974 publizierte er seine Musik beim Label Decca Records.
Ab 1946 wurde er zum Geschäftsmann, indem er eine Plattenfirma, eine Tanzschule, einen Club und eine Künstleragentur gründete. Seine Band war nun 16-köpfig. Das Album The Wedding Samba verkaufte sich 1949 angeblich drei Millionen Mal. Seine Single Wedding Samba erreichte Anfang 1950 Platz 16 der US Singles-Charts.
Den größten Hitparadenerfolg feierte Ros 1958 in Deutschland, als seine Aufnahme von Melodie d’amour Platz 4 der Singles-Charts erreichte und 27 Wochen in der Hitparade blieb. Während er in Großbritannien keine Hits verzeichnen konnte, hatte er in den USA mit den Singles Colonel Bogey (#75) 1958 und im Folgejahr mit I Talk To The Trees (#77) kleinere Erfolge. Drei LPs schafften zwischen 1959 und 1962 den Sprung in die US LP-Charts: 1959 Hollywood Cha-Cha (#28), 1961 Bongos From The South (#41) und 1962 Dance Again (#31).
1951 erwarb er den Club Coconut Grove und benannte ihn in Edmundo Ros’ Dinner and Supper Club um. Der Club wurde schnell zum Magneten für gehobenes Publikum, und die BBC sendete Konzertübertragungen. Das 1957 veröffentlichte Album Rhythms Of The South stellte eine der ersten Stereo-Aufnahmen dar. 1965 musste Ros das Coconut Grove schließen. Von 1964 bis 1968 unterhielt er den Edmundo Ros Club in der Londoner Regent Street. Am 8. Januar 1994 trat er letztmals öffentlich auf. Er starb 2011 im spanischen Alicante.
Im Jahr 2000 wurde er zum Officer des Order of the British Empire ernannt.

## Diskografie (Auszug)
- 1960: Fire & Frenzy (mit Caterina Valente, London Records)
- 1963: Swing vs. Latin (mit Ted Heath, Decca Records)
- 1963: Sing and Dance with Edmundo Ros (Decca)
- Edmundo Ros And His Rumba Band, 1939–1941, LP
- Tropical Magic, 1942–1944, LP
- Cuban Love Song, 1945, LP
- On Broadway, LP
- Show Boat/Porgy & Bess, LP
- Ros at the Opera
- Broadway goes Latin
- Rhythms of the South
- Latin Carnival
- New Rhythms of The South
- Latin Boss…Señor Ros
- Arriba
- Latin Hits I Missed
- Strings Latino!
- Hair Goes Latin
- Heading South of the Border
- The Latin King
- This is My World
- Caribbean Ros
- Sunshine and Olé!
- Give My Regards to Broadway
- Caterina Valente With Edmundo Ros And His Orchestra – Silk 'N' Latin, Label London Records, SP 44125, LP-Album, 1969
- Doin' the Samba, CD
- Rhythms of the South/New Rhythms of the South, CD
- Good! Good! Good!, CD
- Strings Latino/Latin Hits I Missed, CD
- That Latin Sound
- Wedding Samba (Überarbeitung des jiddischen Liedes Nayer Sher)
- Cancion Cubana
- Mambo Jambo, Naxos, CD